# Pardosa elegans
Pardosa elegans är en spindelart som först beskrevs av Tord Tamerlan Teodor Thorell 1875.  Pardosa elegans ingår i släktet Pardosa och familjen vargspindlar. Inga underarter finns listade i Catalogue of Life.